# Förstakammarvalet i Sverige 1946
Förstakammarvalet i Sverige 1946 var ett val i Sverige till Sveriges riksdags första kammare. Valet hölls i den andra valkretsgruppen i september månad 1946 för mandatperioden 1947-1954.
Två valkretsar utgjorde den andra valkretsgruppen: Stockholms läns och Uppsala läns valkrets och Västerbottens läns och Norrbottens läns valkrets. Ledamöterna utsågs av valmän från de landsting som valkretsarna motsvarade. 
Ordinarie val till den andra valkretsgruppen hade senast ägt rum 1938.

## Valmän
| Landsting    | H    | LB   | F    | S    | SKP | Totalt |
| ------------ | ---- | ---- | ---- | ---- | --- | ------ |
| Landsting    |      |      |      |      |     | Totalt |
| Stockholm    | 13   | 5    | 7    | 36   | 1   | 62     |
| Uppsala      | 5    | 6    | 5    | 16   | 0   | 32     |
| Västerbotten | 8    | 4    | 14   | 22   | 0   | 48     |
| Norrbotten   | 10   | 4    | 0    | 25   | 8   | 47     |
| Totalt       | 36   | 19   | 26   | 99   | 9   | 189    |
| %            | 19,0 | 10,0 | 13,8 | 52,4 | 4,8 | 100,0  |

## Mandatfördelning
Den nya mandatfördelningen som gällde vid riksdagen 1947 innebar att Socialdemokraterna behöll egen majoritet. 
| Parti  | Parti                            | FK 1946 | 2:a valkretsgruppen | 2:a valkretsgruppen | 2:a valkretsgruppen | FK 1947 |
| Parti  | Parti                            | FK 1946 | Innan               | Efter               | Ändring             | FK 1947 |
| ------ | -------------------------------- | ------- | ------------------- | ------------------- | ------------------- | ------- |
|        | Socialdemokraterna               | 84      | 9                   | 11                  | ▲2                  | 86      |
|        | Högerns riksorganisation         | 28      | 6                   | 4                   | ▼2                  | 26      |
|        | Landsbygdspartiet Bondeförbundet | 21      | 2                   | 2                   | ▬                   | 21      |
|        | Folkpartiet                      | 14      | 2                   | 2                   | ▬                   | 14      |
|        | Sveriges kommunistiska parti     | 3       | 1                   | 1                   | ▬                   | 3       |
| Totalt | Totalt                           | 150     | 20                  | 20                  | ▬                   | 150     |

## Invalda riksdagsledamöter
Stockholms läns och Uppsala läns valkrets:
- Carl Beck-Friis, h
- Nils Herlitz, h
- Gunnar Lodenius, bf
- Ingrid Osvald, fp
- Einar Eriksson, s
- Albert Forslund, s
- Laur Franzon, s
- Gustav Möller, s
- Fritjof Thun, s
- Primus Wahlmark, s

Västerbottens läns och Norrbottens läns valkrets:
- Lars Andersson, bf
- Pelle Näslund, fp
- Ragnar Bergh, h
- Per Lundgren, h
- Sven Linderot, k
- Jakob Grym, s
- Ernst Hage, s
- Karl Johanson, s
- Hugo Sundberg, s
- Lage Svedberg, s